# ایزانامی

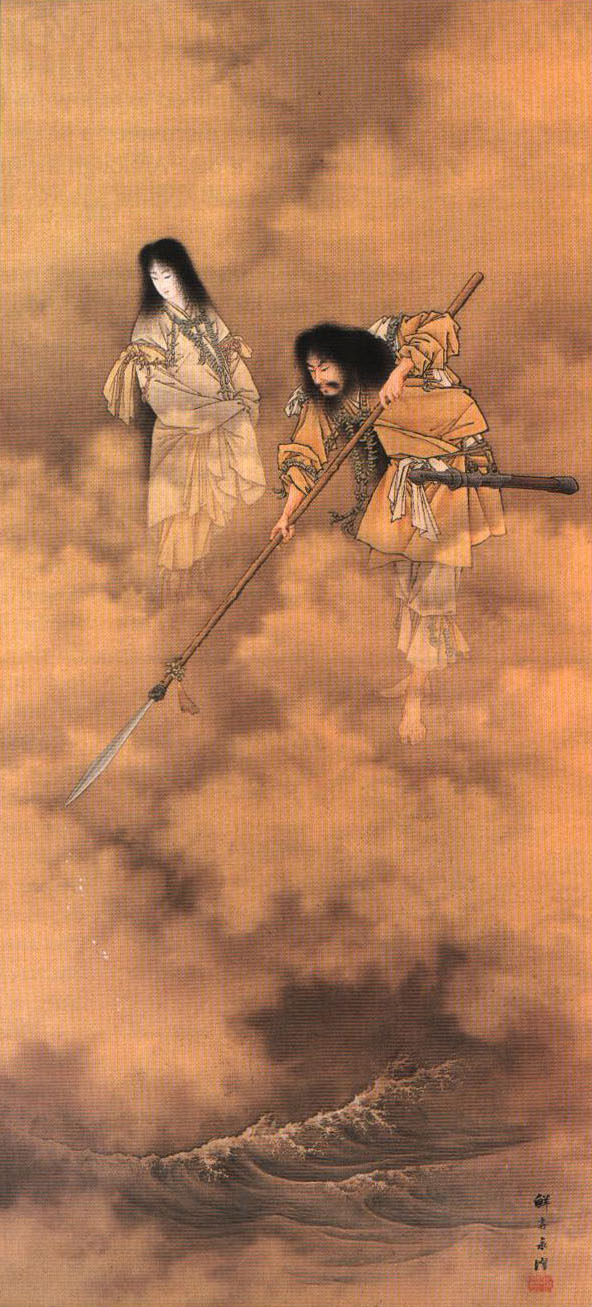
ایزاناگی و ایزانامی بر پل امه نو اوکیهاشی در حال خلق جهان

ایزانامی∗ イザナミ(دعوت شونده) ایزدبانوی آفرینش و مرگ و همچنین همسر پیشین ایزاناگی است و خدای مقدم مذهب شینتو هستند که اعتقاد بر این است که جزایر ژاپن را ایجاد کرده و بسیاری دیگر از خدایان شینتو یا کامی را هستی داده است.

## ایزدبانوی آفرینش
خدایان قدیمی دو موجود خدایی را آفریدند؛ ایزاناگی نر و ایزانامی ماده سپس مأموریت آفرینش نخستین خشکی (ژاپن) را به آنها محول کردند. از باب کمک، نیزه‌های آراسته با جواهر به نام امه نو نوبکو (نیزهٔ آسمانی) به آنها دادند. این دو خدا به پل امه نو اوکیهاشی (پل شناور آسمان) رفتند و با نیزه، دریای زیر پل را هم زدند. پس از افتادن قطره‌های آب شور از نیزه، این قطره‌ها جزیرهٔ انوگرو-شیما را تشکیل دادند. دو خدا از پل پائین آمدند و خانهٔ خود را بر جزیره ساختند. سرانجام آن دو خواستند همسر یکدیگر باشند، پس ستونی به نام امه نو میهاشیرا (ستون آسمانی) را ساختند و دور و بر آن کاخ یاهیرو-دنو (کاخ هشت هیرو∗ «هیرو؛ از واحدهای اندازه‌گیری ژاپنی») را ساختند. ایزاناگی و ایزانامی به صورت معکوس دور ستون طواف کردند (هر کدام به صورت مخالف دیگری) و هنگام برخورد ایزانامی درود گفت. هرچند ایزاناگی فکر کرد که این روش درست نیست اما به‌هر‌حال آن دو با یکدیگر همسر شدند.

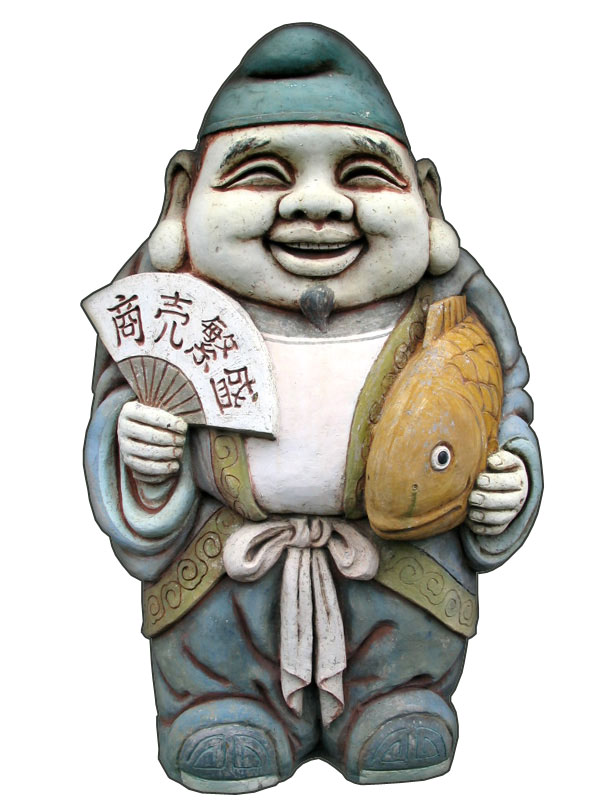
هیروکو

نتیجهٔ آن دو فرزند بود: هیروکو∗ (کودک زالو) و اواشیما (جزیرهٔ سست). به علت روش زناشوئی نادرست مادر و پدر، آن دو کودک (آنچنان هم که از نام‌شان معلوم می‌شود) بد‌شکل و ناقص به دنیا آمدند و به سبب نقص، خدا به‌شمار نمی‌آیند. آنها بچه‌ها را در قایقی گذاشتند و در دریا انداختند و سپس از خدایان دیگر پرسیدند تا بدانند خطای‌شان چیست؟ پاسخ این بود که در هنگام اجرای رسوم ازدواج نخست مرد باید سخن بگوید. ایزاناگی و ایزانامی همین‌طور کردند و این بار ایزاناگی سخن را آغاز کرد، و سرانجام زناشوئی را به‌صورت درست انجام دادند. نتیجهٔ این زناشوئی مجدد اویاشیما (هشت جزیرهٔ عظیم) از مجموعه جزایر ژاپن است:
- جزیره آواجی 淡路島
- جزیره ایو 伊予 (اکنون به نام جزیرهٔ شیکوکو 四国 معروف است)
- جزایر اُکی 隠岐
- جزیرهٔ تسوکوشی (اکنون به نام جزیرهٔ کیوشو 九州 معروف است)
- جزیره ایکی 壱岐島
- جزیرۀ تسوشیما 対馬
- جزیره سادو 佐渡島
- جزیره یاماتو (اکنون به نام جزیرهٔ هونشو 本州 معروف است)∗

ایزاناگی و ایزانامی شش جزیرهٔ دیگر و خدایان بسیاری هم زائیدند. ایزانامی در حال زائیدن کاگو تسوچی カグツチ (خدای آتش) مرد. وی در کوه هیبا در مرز استان‌های قدیمی ایزومو و هکی (امروزه در نزدیکی شهر یاسوگی در استان شیمانه) دفن شد. ایزاناگی به علت خشمش از مردن ایزانامی، تازه نوزادش را کشت.

## ایزدبانوی مرگ
ایزاناگی پس از مرگ همسرش سوگوار و غمگین گشت و راهی سفر به سوی یمی (سرزمین تاریک اموات) شد. او به زودی شروع به گشتن دنبال ایزانامی کرد و او را پیدا نمود. نخست به علت سایه و تاریکی نتواست همسرش را ببیند، ولی هر آینه با او صحبت کرد و از او طلب کرد تا همراهش برگردد. ایزانامی بر ایزاناگی تف کرد و خبرش داد که او دیگر از خوراک عالم اموات خورده و اکنون جزو کاینات سرزمین مرده‌ها است، دیگر کار از کار گذشته و نمی‌تواند برگردد.
ایزاناگی از این خبر لطمه دید ولی قبول نکرد که همسرش را در آغوش تاریکی آن سرزمین ترک کند. هنگامی که ایزانامی خوابیده بود، ایزاناگی شانه‌اش را (که موی بلندش را بدان می‌بست) برداشت و چون مشعل به کار برد. آنگاه ایزانامی زیبا و قشنگش را به‌شکل ترسناک دید! اکنون همسرش گوشتی پوسیده و متعفن پر از کرم و حشرات پلید بود.
در حال جیغ و فریاد، ایزاناگی دیگر نتوانست ترسش را کنترل کند و شروع کرد به دویدن سوی عالم زنده تا از همسرش بگریزد. ایزانامی خشمگین و جیغ زنان بیدار شد و به دنبال ایزاناگی رفت. شیکمه (زن کثافت و وحشی) هم به فرمان ایزانامی در شکار ایزاناگی بود تا وی را بازگرداند.
ایزاناگی به تندی از دروازهٔ جهنم بیرون رفت و با تخته سنگ دهانهٔ غار یمی را بست. ایزانامی از پشت این مانع نفوذ ناپذیر فریاد زد که اگر او وی را ترک کند، روزانه هزار موجود زنده را خواهد کشت. ایزاناگی پاسخ داد که من هم هزار و پانصد را زنده خواهم کرد (یا خواهم آفرید).
داستان ایزاناگی و ایزانامی بسیار مشابه افسانهٔ یونانی اورفئوس و ائورودیکه است.